# Siparuna conica
Siparuna conica är en tvåhjärtbladig växtart som beskrevs av S.S. Renner & G. Hausner. Siparuna conica ingår i släktet Siparuna och familjen Siparunaceae. Inga underarter finns listade i Catalogue of Life.